# 定子
定子（stator）是指电动机、发电机、步進馬達的基本构造中，保持固定不动的部分。
永久磁铁或者励磁线圈通常安装在定子上面。
定子通常有闭合磁路的设计。

## 参看
- 电动机
- 发电机